# Koko
「koko」（ココ）は、2008年3月19日に発売された坂本龍一のcommmonsでの初シングル。

## 解説
表題曲「koko」の曲名の由来について、坂本は2008年8月に行われた「坂本龍一プロデュース　ロハス・クラシックコンサート」にて、「ココロ」とつけたかったけど、恥ずかしくて（「ココ」になった）と話した。2007年11月から放映されていたJP日本郵政グループ郵便事業株式会社のテレビCM曲。このCMに坂本も出演した。
カップリングの「dancing in the sky」は、”日本テレビ55周年記念企画「ルノワール+ルノワール展」TVCMタイアップ曲。
このCDはカーボンオフセットCDで、生産やレコーディングにあたり排出されたと推計される二酸化炭素は、高知県の「more treesの森」が吸収する二酸化炭素によって相殺される。

## 収録曲
1. koko
  - 作曲：坂本龍一
2. ropa
  - 作曲：fennesz + 坂本龍一
3. dancing in the sky
  - 作曲：坂本龍一

## 脚註
1. ↑  “koko (ココ) - 関心空間”. 2012年8月閲覧。
2. ↑  “carbon offsetについて>2008年度発売商品>坂本龍一「koko」”.   commmons. 2013年7月閲覧。